# Lista de episódios de Higurashi no Naku Koro ni
Higurashi no Naku Koro ni (ひぐらしのなく頃に, lit. "Quando as Cigarras Cantam/choram") recebeu até agora seis adaptações para anime.

## Adaptações

### Temporadas
A primeira temporada foi produzida pelo Studio DEEN e foi ao ar entre 4 de abril e 6 de setembro de 2006, com 26 episódios sob o nome de Higurashi no Naku Koro ni (ひぐらしのなく頃に, Quando as Cigarras Choram). Adapta todos os "arcos de questionamento" da visual novel original, sendo eles Onikakushi-hen, Watanagashi-hen, Tatarigoroshi-hen, Himutsubashi-hen além de dois arcos respostas: Meakashi-hen e Tsumihoroboshi-hen.
A segunda temporada, feita pelo mesmo estúdio, foi ao ar entre 6 de julho de 2007 e 17 de dezembro de 2007 com 24 episódios intitulada Higurashi no Naku Koro ni Kai (ひぐらしのなく頃に解, Quando as Cigarras Choram: Solução). Inicia com um arco extra original (Yakuzamashi-hen)  e segue adaptando os arcos de Minagoroshi-hen e Matsuribayashi-hen.
Mais de dez anos depois, foi ao ar uma terceira temporada dirigida pelo estúdio Passione e lançada em 1º de outubro de 2020, nomeada Higurashi no Naku Koro ni Gou (ひぐらしのなく頃に 業, "Quando as Cigarras Choram: Karma"). A obra originalmente seria lançada em julho de 2020 mas, em virtude da pandemia de COVID-19, foi adiada indo ao ar na temporada de outono de 2020, com previsão de 24 episódios, encerrando em 19 de março de 2021. Curiosamente, o título desta nova temporada permanecia em segredo, sendo  considerado apenas como um "novo projeto de Higurashi", e o nome da série foi revelado apenas no segundo episódio.
A quarta e última temporada foi lançada pelo mesmo estúdio da anterior sob o nome Higurashi no Naku Koro ni Sotsu (ひぐらしのなく頃に卒, "Quando as Cigarras Choram: Formatura"), exibida entre 1 de julho à 30 de setembro de 2021, sendo a continuação direta de Gou.

### OVAs
Foram lançados ao todo três adaptações em formato de OVAs.
O primeiro OVA foi lançada logo após a exibição da primeira temporada pelo Studio DEEN, sobre o titulo de Higurashi no Naku Koro ni Gaiden:Nekogoroshi-hen. O OVA já apresenta o character design que seria utilizado em Higurashi no Naku Koro ni Kai.
A segunda adaptação em formato OVA conteve 5 episódios, foi produzida também pelo mesmo estúdio sob o nome de Higurashi no Naku Koro ni Rei (ひぐらしのなく頃に礼, Quando as Cigarras Choram: Gratidão), tendo seu primeiro episódio lançado em 25 de Fevereiro de 2009. Adapta os arcos de Saikoroshi-hen e Hirukowashi-hen. Possuí um arco extra (Hajisarashi-hen, uma releitura do arco Batsukoichi-hen, adaptado posteriormente)
A terceira adaptação em formato OVA foi lançada em 21 de Julho de 2011 contendo 4 episódios, sob o nome de Higurashi no Naku Koro ni Kira (ひぐらしのなく頃に煌, Quando as Cigarras Choram Brilhando). Adapta Batsukoichi-hen, contendo três arcos de um episódio cada extras: Ayakashisenshi-hen, Musubienishi-hen e Yumeutsushi-hen.
A quarta adaptação em formato OVA em 15 de Dezembro de 2013, sob o nome de Higurashi no Naku Koo Ni Kaku -Outbreak- (ひぐらしのなく頃に拡～アウトブレイク～, Quando as Cigarras Choram: "Surto Vermelho"). No formato de longa metragem com uma história original, mais tarde lançada  no jogo Higurashi no Naku Koro ni Hou (ひぐらしのなく頃に 奉).

### Lista de episódios de Higurashi no Naku Koro Ni
| 1ª temporada: Higurashi no Naku Koro Ni - 2006         |                                                   |                                                             |                     |  |  |  |  |  |
| #                                                      | Título Japonês                                    | Título Português                                            | Fonte               |  |  |  |  |  |
| 01                                                     | 鬼隠し編パート1開始                               | Onikakushi-hen - Parte 1 - O Começo                         | [ 20 ] [ 21 ]       |  |  |  |  |  |
| 02                                                     | 鬼隠し編パート2秘密                               | Onikakushi-hen - Parte 2 - Segredos                         | [ 20 ] [ 21 ]       |  |  |  |  |  |
| 03                                                     | 鬼隠し編パート3疑惑                               | Onikakushi-hen - Parte 3 - Suspeita                         | [ 20 ] [ 21 ]       |  |  |  |  |  |
| 04                                                     | 鬼隠し編パート4外乱                               | Onikakushi-hen - Parte 4 - Distúrbio                        | [ 20 ] [ 21 ]       |  |  |  |  |  |
| 05                                                     | 綿流し編パート1羨望                               | Watanagashi-hen - Parte 1 - Inveja                          | [ 20 ] [ 21 ]       |  |  |  |  |  |
| 06                                                     | 綿流し編パート2高野                               | Watanagashi-hen - Parte 2 - Takano                          | [ 20 ] [ 21 ]       |  |  |  |  |  |
| 07                                                     | 綿流し編パート3嘘をつく                           | Watanagashi-hen - Parte 3 - Mentira                         | [ 20 ] [ 21 ]       |  |  |  |  |  |
| 08                                                     | 綿流し編パート4願う                               | Watanagashi-hen - Parte 4 - Desejo                          | [ 20 ] [ 21 ]       |  |  |  |  |  |
| 09                                                     | 祟殺し編パート1兄                                 | Tatarigoroshi-hen - Parte 1 - Irmão Mais Velho              | [ 20 ] [ 21 ]       |  |  |  |  |  |
| 10                                                     | 祟殺し編パート2つながり                           | Tatarigoroshi-hen - Parte 2 - Laço                          | [ 20 ] [ 21 ]       |  |  |  |  |  |
| 11                                                     | 祟殺し編パート3フロンティア                       | Tatarigoroshi-hen - Parte 3 - Fronteira                     | [ 20 ] [ 21 ]       |  |  |  |  |  |
| 12                                                     | 祟殺し編パート4のことを失った                     | Tatarigoroshi-hen - Parte 4 - Coisas Perdidas               | [ 20 ] [ 21 ]       |  |  |  |  |  |
| 13                                                     | 祟殺し編パート5謝罪                               | Tatarigoroshi-hen - Parte 5 - Desculpas                     | [ 20 ] [ 21 ]       |  |  |  |  |  |
| 14                                                     | 暇潰し編パート1雛見沢                             | Himatsubushi-hen - Parte 1 - Hinamizawa                     | [ 20 ] [ 21 ]       |  |  |  |  |  |
| 15                                                     | 暇潰し編パート2標識                               | Himatsubushi-hen - Parte 2 - Sinais                         | [ 20 ] [ 21 ]       |  |  |  |  |  |
| 16                                                     | 目明し編パート1初恋                               | Meakashi-hen - Parte 1 - Primeiro Amor                      | [ 20 ] [ 21 ]       |  |  |  |  |  |
| 17                                                     | 目明し編パート2区別                               | Meakashi-hen - Parte 2 - Distinção                          | [ 20 ] [ 21 ]       |  |  |  |  |  |
| 18                                                     | 目明し編パート3悪魔の血                           | Meakashi-hen - Parte 3 - O Sangue dos Demônios              | [ 20 ] [ 21 ]       |  |  |  |  |  |
| 19                                                     | 目明し編パート4報復                               | Meakashi-hen - Parte 4 - Retaliação                         | [ 20 ] [ 21 ]       |  |  |  |  |  |
| 20                                                     | 目明し編パート5冷たい手                           | Meakashi-hen - Parte 5 - Mãos Frias                         | [ 20 ] [ 21 ]       |  |  |  |  |  |
| 21                                                     | 目明し編パート6有罪判決                           | Meakashi-hen - Parte 6 - Convicção                          | [ 20 ] [ 21 ]       |  |  |  |  |  |
| 22                                                     | 罪滅し編パート1幸福                               | Tsumihoboroshi-hen - Parte 1 - Felicidade                   | [ 20 ] [ 21 ]       |  |  |  |  |  |
| 23                                                     | 罪滅し編パート2帰宅する                           | Tsumihoboroshi-hen - Parte 2 - Uma Casa para Voltar         | [ 20 ] [ 21 ]       |  |  |  |  |  |
| 24                                                     | 罪滅し編パート3ファイル数34                       | Tsumihoboroshi-hen - Parte 3 - Arquivo Nº 34                | [ 20 ] [ 21 ]       |  |  |  |  |  |
| 25                                                     | 罪滅し編パート4地球侵略戦争                       | Tsumihoboroshi-hen - Parte 4 - Invasão da Terra             | [ 20 ] [ 21 ]       |  |  |  |  |  |
| 26                                                     | 罪滅し編パート5再開                               | Tsumihoboroshi-hen - Parte 5 - Retomada                     | [ 20 ] [ 21 ]       |  |  |  |  |  |
| 2ª temporada: Higurashi no Naku Koro ni Kai - 2007     |                                                   |                                                             |                     |  |  |  |  |  |
| #                                                      | Título Japonês                                    | Título Português                                            | Fonte               |  |  |  |  |  |
| 01                                                     | ミーティング                                      | Reunião                                                     | [carece de fontes?] |  |  |  |  |  |
| 02                                                     | やくさまし編パート1キャッチアップ                 | Yakusamashi-hen - Parte 1 - Pega-pega                       | [carece de fontes?] |  |  |  |  |  |
| 03                                                     | やくさまし編パート2無力感                         | Yakusamashi-hen - Parte 2 - Desamparo                       | [carece de fontes?] |  |  |  |  |  |
| 04                                                     | やくさまし編パート3中古の調和を設立               | Yakusamashi-hen - Parte 3 - Harmonia Pré-estabelecida       | [carece de fontes?] |  |  |  |  |  |
| 05                                                     | やくさまし編パート4雛の大き                       | Yakusamashi-hen - Parte 4 - O Grande Desastre de Hinamizawa | [carece de fontes?] |  |  |  |  |  |
| 06                                                     | 皆殺し編パート1ルールの迷路                       | Minagoroshi-hen - Parte 1 - Regras do Labirinto             | [carece de fontes?] |  |  |  |  |  |
| 07                                                     | 皆殺し編パート2ルールの先を変更するためのメソッド | Minagoroshi-hen - Parte 2 - O Método para Alterar o Destino | [carece de fontes?] |  |  |  |  |  |
| 08                                                     | 皆殺し編パート3変動                               | Minagoroshi-hen - Parte 3 - Flutuação                       | [carece de fontes?] |  |  |  |  |  |
| 09                                                     | 皆殺し編パート4ネゴシエーション                   | Minagoroshi-hen - Parte 4 - Negociação                      | [carece de fontes?] |  |  |  |  |  |
| 10                                                     | 皆殺し編パート5対決                               | Minagoroshi-hen - Parte 5 - Confronto                       | [carece de fontes?] |  |  |  |  |  |
| 11                                                     | 皆殺し編パート6強い意志                           | Minagoroshi-hen - Parte 6 - Uma Vontade Forte               | [carece de fontes?] |  |  |  |  |  |
| 12                                                     | 皆殺し編パート7雛症候群                           | Minagoroshi-hen - Parte 7 - A Síndrome de Hinamizawa        | [carece de fontes?] |  |  |  |  |  |
| 13                                                     | 皆殺し編パート8絶滅                               | Minagoroshi-hen - Parte 8 - Extermínio                      | [carece de fontes?] |  |  |  |  |  |
| 14                                                     | 祭囃し編パート1美代                               | Matsuribayashi-hen - Parte 1 - Miyo                         | [carece de fontes?] |  |  |  |  |  |
| 15                                                     | 祭囃し編パート2死ぬ                               | Matsuribayashi-hen - Parte 2 - Agonizando                   | [carece de fontes?] |  |  |  |  |  |
| 16                                                     | 祭囃し編パート3終わりの始まり                     | Matsuribayashi-hen - Parte 3 - O Começo do Fim              | [carece de fontes?] |  |  |  |  |  |
| 17                                                     | 祭囃し編パート4スキーム                           | Matsuribayashi-hen - Parte 4 - Esquema                      | [carece de fontes?] |  |  |  |  |  |
| 18                                                     | 祭囃し編パート5最後のピース                       | Matsuribayashi-hen - Parte 5 - A Última Peça                | [carece de fontes?] |  |  |  |  |  |
| 19                                                     | 祭囃し編パート6開始する                           | Matsuribayashi-hen - Parte 6 - Começo                       | [carece de fontes?] |  |  |  |  |  |
| 20                                                     | 祭囃し編パート7トラップ                           | Matsuribayashi-hen - Parte 7 - Armadilha                    | [carece de fontes?] |  |  |  |  |  |
| 21                                                     | 祭囃し編パート848時間                             | Matsuribayashi-hen - Parte 8 - 48 Horas                     | [carece de fontes?] |  |  |  |  |  |
| 22                                                     | 祭囃し編パート9攻撃と防御                         | Matsuribayashi-hen - Parte 9 - Ataque e Defesa              | [carece de fontes?] |  |  |  |  |  |
| 23                                                     | 祭囃し編パート10にんじょうざた                    | Matsuribayashi-hen - Parte 10 - Batalha Sangrenta           | [carece de fontes?] |  |  |  |  |  |
| 24                                                     | 祭囃し編パート11終わり                            | Matsuribayashi-hen - Parte 11 - Fim                         | [carece de fontes?] |  |  |  |  |  |
| OVA - Higurashi no Naku Koro ni Rei - 2009             |                                                   |                                                             |                     |  |  |  |  |  |
| #                                                      | Título Japonês                                    | Título Português                                            | Fonte               |  |  |  |  |  |
| 01                                                     | 羞晒し編                                          | Hajisarashi-hen - Vergonha Exposta                          |                     |  |  |  |  |  |
| 02                                                     | 賽殺し編パート1                                   | Saikoroshi-hen - Parte 1 - Dado da Morte                    | [carece de fontes?] |  |  |  |  |  |
| 03                                                     | 賽殺し編パート2                                   | Saikoroshi-hen - Parte 2 - Dado da Morte                    | [carece de fontes?] |  |  |  |  |  |
| 04                                                     | 賽殺し編パート3                                   | Saikoroshi-hen - Parte 3 - Dado da Morte                    | [carece de fontes?] |  |  |  |  |  |
| 05                                                     | 昼壊し編                                          | Hirukowashi-hen - Amanhecer                                 | [carece de fontes?] |  |  |  |  |  |
| OVA - Higurashi no Naku Koro ni Kira - 2011            |                                                   |                                                             |                     |  |  |  |  |  |
| #                                                      | Título Japonês                                    | Título Português                                            | Fonte               |  |  |  |  |  |
| 01                                                     | 罰恋し編                                          | Batsukoishi-hen - Prazer                                    | [carece de fontes?] |  |  |  |  |  |
| 02                                                     | 妖戦し編                                          | Ayakashisenshi-hen - Trabalho Duro                          | [carece de fontes?] |  |  |  |  |  |
| 03                                                     | 結縁し編                                          | Musubienishi-hen - Amor                                     | [carece de fontes?] |  |  |  |  |  |
| 04                                                     | 夢現し編                                          | Yumeutsushi-hen - Flash-Back                                | [carece de fontes?] |  |  |  |  |  |
| Filme: Higurashi no Naku Koro ni Kaku: Outbreak - 2013 |                                                   |                                                             |                     |  |  |  |  |  |
| #                                                      | Título Japonês                                    | Título Português                                            | Fonte               |  |  |  |  |  |
| 01                                                     | ひぐらしのなく頃に拡〜アウトブレイク〜            | Quando as Cigarras Choram Vermelho ~ Surto                  | [carece de fontes?] |  |  |  |  |  |
| 3ª temporada: Higurashi no Naku Koro ni Gou - 2020     |                                                   |                                                             |                     |  |  |  |  |  |
| #                                                      | Título Japonês                                    | Título Português                                            | Fonte               |  |  |  |  |  |
| 01                                                     | 鬼騙し編 其の壱                                   | Onidamashi-hen - Parte 1                                    | [ 22 ]              |  |  |  |  |  |
| 02                                                     | 鬼騙し編 其の弐                                   | Onidamashi-hen - Parte 2                                    | [ 22 ]              |  |  |  |  |  |
| 03                                                     | 鬼騙し編 其の参                                   | Onidamashi-hen - Parte 3                                    | [ 22 ]              |  |  |  |  |  |
| 04                                                     | 鬼騙し編 其の四                                   | Onidamashi-hen - Parte 4                                    | [ 22 ]              |  |  |  |  |  |
| 05                                                     | 綿騙し編 其の壱                                   | Watadamashi-hen - Parte 1                                   | [ 22 ]              |  |  |  |  |  |
| 06                                                     | 綿騙し編 其の弐                                   | Watadamashi-hen - Parte 2                                   | [ 22 ]              |  |  |  |  |  |
| 07                                                     | 綿騙し編 其の参                                   | Watadamashi-hen - Parte 3                                   | [ 22 ]              |  |  |  |  |  |
| 08                                                     | 綿騙し編 其の四                                   | Watadamashi-hen - Parte 4                                   | [ 22 ]              |  |  |  |  |  |
| 09                                                     | 祟騙し編 其の壱                                   | Tataridamashi-hen - Parte 1                                 | [ 22 ]              |  |  |  |  |  |
| 10                                                     | 祟騙し編 其の弐                                   | Tataridamashi-hen - Parte 2                                 | [ 22 ]              |  |  |  |  |  |
| 11                                                     | 祟騙し編 其の参                                   | Tataridamashi-hen - Parte 3                                 | [ 22 ]              |  |  |  |  |  |
| 12                                                     | 祟騙し編 其の四                                   | Tataridamashi-hen - Parte 4                                 | [ 22 ]              |  |  |  |  |  |
| 13                                                     | 祟騙し編 其の五                                   | Tataridamashi-hen - Parte 5                                 | [ 22 ]              |  |  |  |  |  |
| 14                                                     | 猫騙し編 其の壱                                   | Nekodamashi-hen - Parte 1                                   | [ 22 ]              |  |  |  |  |  |
| 15                                                     | 猫騙し編 其の弐                                   | Nekodamashi-hen - Parte 2                                   | [ 22 ]              |  |  |  |  |  |
| 16                                                     | 猫騙し編 其の参                                   | Nekodamashi-hen - Parte 3                                   | [ 22 ]              |  |  |  |  |  |
| 17                                                     | 猫騙し編 其の四                                   | Nekodamashi-hen - Parte 4                                   | [ 22 ]              |  |  |  |  |  |
| 18                                                     | 郷壊し編 其の壱                                   | Satokowashi-hen - Parte 1                                   | [ 22 ]              |  |  |  |  |  |
| 19                                                     | 郷壊し編 其の弐                                   | Satokowashi-hen - Parte 2                                   | [ 22 ]              |  |  |  |  |  |
| 20                                                     | 郷壊し編 其の参                                   | Satokowashi-hen - Parte 3                                   | [ 22 ]              |  |  |  |  |  |
| 21                                                     | 郷壊し編 其の四                                   | Satokowashi-hen - Parte 4                                   | [ 22 ]              |  |  |  |  |  |
| 22                                                     | 郷壊し編 其の五                                   | Satokowashi-hen - Parte 5                                   | [ 22 ]              |  |  |  |  |  |
| 23                                                     | 郷壊し編 其の六                                   | Satokowashi-hen - Parte 6                                   | [ 22 ]              |  |  |  |  |  |
| 24                                                     | 郷壊し編 其の七                                   | Satokowashi-hen - Parte 7                                   | [ 22 ]              |  |  |  |  |  |
| 4ª temporada: Higurashi no Naku Koro ni Sotsu - 2021   |                                                   |                                                             |                     |  |  |  |  |  |
| #                                                      | Título Japonês                                    | Título Português                                            | Fonte               |  |  |  |  |  |
| 01                                                     | 鬼明し編 其の壱                                   | Oniakashi-hen - Parte 1                                     | [ 23 ]              |  |  |  |  |  |
| 02                                                     | 鬼明し編 其の弐                                   | Oniakashi-hen - Parte 2                                     | [ 23 ]              |  |  |  |  |  |
| 03                                                     | 鬼明し編 其の参                                   | Oniakashi-hen - Parte 3                                     | [ 23 ]              |  |  |  |  |  |
| 04                                                     | 綿明し編 其の壱                                   | Wataakashi-hen - Parte 1                                    | [ 23 ]              |  |  |  |  |  |
| 05                                                     | 綿明し編 其の弐                                   | Wataakashi-hen - Parte 2                                    | [ 23 ]              |  |  |  |  |  |
| 06                                                     | 綿明し編 其の参                                   | Wataakashi-hen - Parte 3                                    | [ 23 ]              |  |  |  |  |  |
| 07                                                     | 祟明し編 其の壱                                   | Tatariakashi-hen - Parte 1                                  | [ 23 ]              |  |  |  |  |  |
| 08                                                     | 祟明し編 其の弐                                   | Tatariakashi-hen - Parte 2                                  | [ 23 ]              |  |  |  |  |  |
| 09                                                     | 祟明し編 其の参                                   | Tatariakashi-hen - Parte 3                                  | [ 23 ]              |  |  |  |  |  |
| 10                                                     | 祟明し編 其の四                                   | Tatariakashi-hen - Parte 4                                  | [ 23 ]              |  |  |  |  |  |
| 11                                                     | 祟明し編 其の五                                   | Tatariakashi-hen - Parte 5                                  | [ 23 ]              |  |  |  |  |  |
| 12                                                     | 神楽し編 其の壱                                   | Kagurashi-hen - Parte 1                                     | [ 23 ]              |  |  |  |  |  |
| 13                                                     | 神楽し編 其の弐                                   | Kagurashi-hen - Parte 2                                     | [ 23 ]              |  |  |  |  |  |
| 14                                                     | 神楽し編 其の参                                   | Kagurashi-hen - Parte 3                                     | [ 23 ]              |  |  |  |  |  |
| 15                                                     | 神楽し編 其の四                                   | Kagurashi-hen - Parte 4                                     | [ 23 ]              |  |  |  |  |  |